# 馬蜂橙
馬蜂橙，又名箭葉橙、泰國青檸、泰國萊姆、卡菲爾青檸、泰國檸檬、痲瘋柑，为芸香科柑橘属下的一个种，原產於東南亞熱帶地區。其葉片常用於東南亞料理中增添香氣，有時也使用其果皮。一些地區的民俗療法會利用其果皮或果汁。馬蜂橙的精油常用於美妝品和保健食品中。

## 名稱

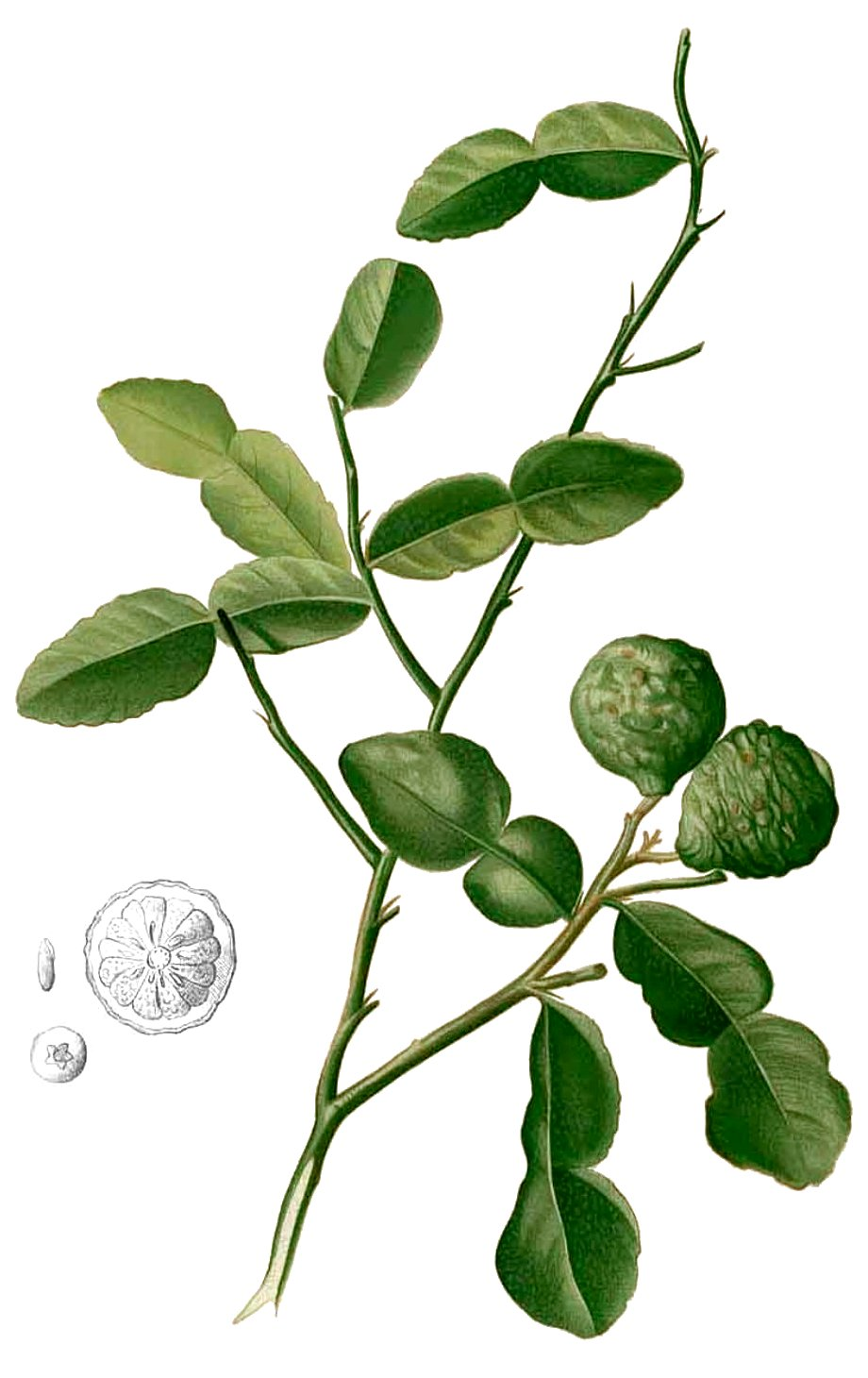
弗朗西斯科·曼努埃爾·布蘭科的馬蜂橙繪圖

馬蜂橙又被稱為「卡菲爾青檸」（Kaffir Lime），該名的最可能來源是斯里蘭卡卡菲爾，他們部分是被奴役的班圖人的後裔。最早使用「卡菲爾青檸」一名的書籍可追溯至1888年。

### 各地別名
- 印尼：jeruk purut；馬來西亞：limau purut （「Purut」意思是表皮粗糙，形容馬蜂橙凹凸不平的表皮[6]
- 菲律賓：kabuyaw 或 kulubot [7]。內湖省的卡布堯市（Cabuyao）就是以馬蜂橙命名[7]。
- 泰國：makrud 或 makrut （มะกรูด, /máʔ.krùːt/）（該名在泰語亦可指香檸檬）
- 老撾：mak khi hut (ໝາກຂີ້ຫູດ, /ma᷆ːk.kʰi᷆ː.hu᷆ːt/)
- 越南：trúc 或 chanh sác[8]
- 法屬留尼汪島：combava

原產於菲律賓的小花大翼橙是不少混種青檸的祖種，如墨西哥萊檬和波斯青檸。 小花大翼橙和馬蜂橙可能屬於同一品種，但後者的基因組數據不足以得出明確的結論。

## 描述
馬蜂橙是一種多刺灌木，高 2 至 11 米，具有芳香且形狀獨特的“雙”葉。 這些沙漏形的葉子由葉片和扁平的葉狀莖（或葉柄）組成。 果實粗糙，呈綠色，成熟時呈黃色； 它的特點是其凹凸不平的外部和小尺寸，大約 4 厘米（2 英寸）寬。

## 應用

### 食用

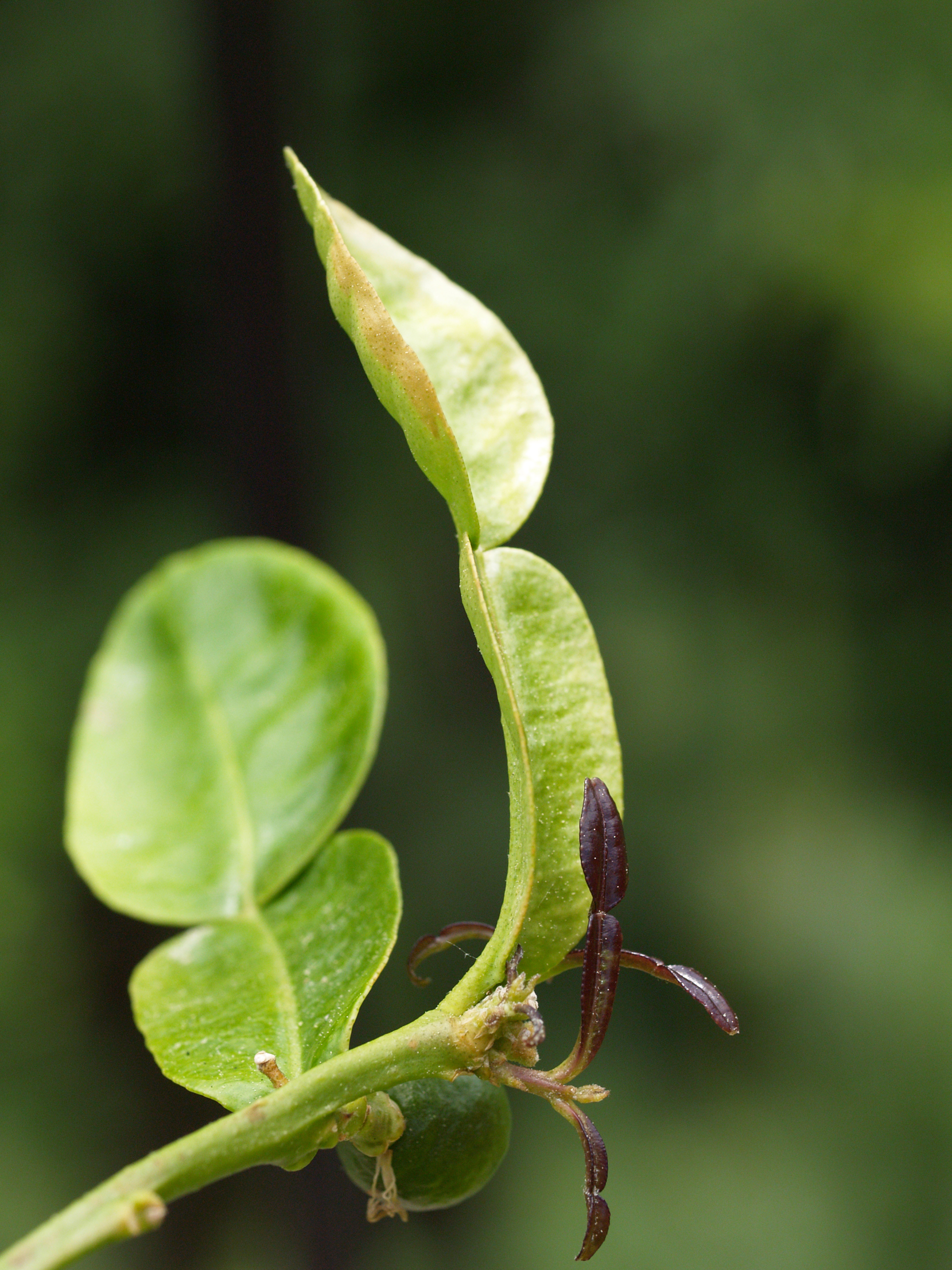
馬蜂橙形狀獨特的“雙”葉

馬蜂橙的葉片是泰國（如冬蔭）和柬埔寨料理 的常見材料。在越南菜中，馬蜂橙的葉子亦會被用作為雞肉菜餚增添香味，並減少蒸蝸牛時的刺鼻氣味。 另外，在越南收蠶的村莊里，處於蛹期的蠶會與檸檬葉一起炒。馬蜂橙葉子在印度尼西亞菜（尤其是峇里菜和爪哇菜）中用於製作印尼雞湯等食物，並與黃金蒲桃一起用於烹調雞肉和魚。 它們也出現在馬來西亞和緬甸菜中。
馬蜂橙的果皮亦常用於製作老撾及泰國咖哩醬，以添加芳香及澀味。在毛里裘斯、留尼汪島及馬達加斯加的克里奧爾菜中，馬蜂橙果皮會被用於為蘭姆酒調味。
在柬埔寨，馬蜂橙整個果實會被製成蜜餞。

### 藥用
在一些亞洲國家，馬蜂橙果皮的汁液和果皮被用作傳統藥物； 這種果汁經常用於洗髮水中，並被認為可以殺死頭蝨。

### 其他用途
在泰國，馬蜂橙果汁被用作衣服和頭髮的清潔劑，偶爾在柬埔寨也被使用。 在柬埔寨，浸過聖水的馬蜂橙果片會被用於宗教儀式。
馬蜂橙果油是許多產業的原料，包括製藥、農藝、食品、衛生、化妝品和香水行業。 它還廣泛用於芳香療法，作為各種化妝品和美容產品的基本成分。
馬蜂橙亦會被種在花盆、花園、陽台及溫室裡，以供應果實及葉片。

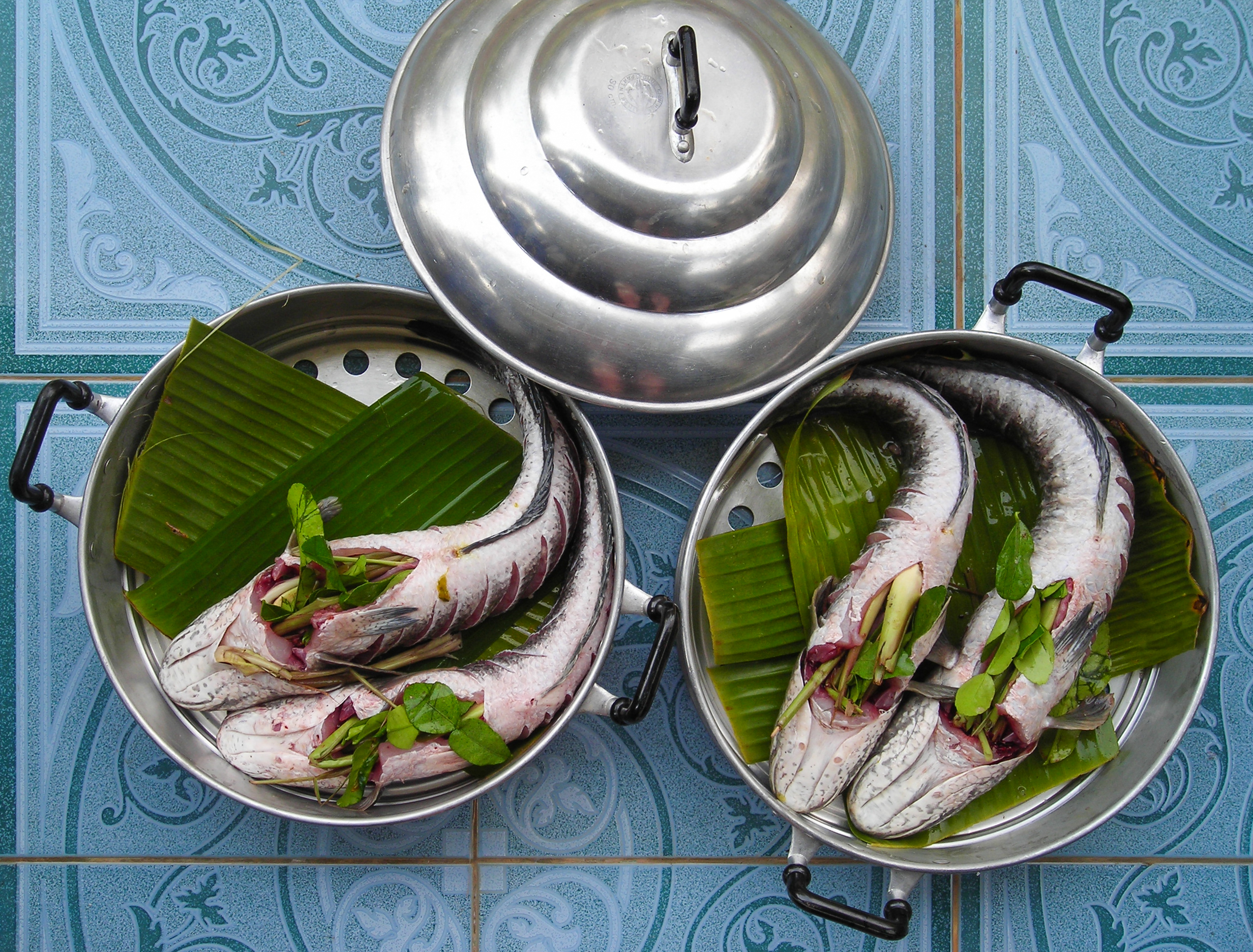
已塞入馬蜂橙葉及香茅的線鱧，準備蒸製
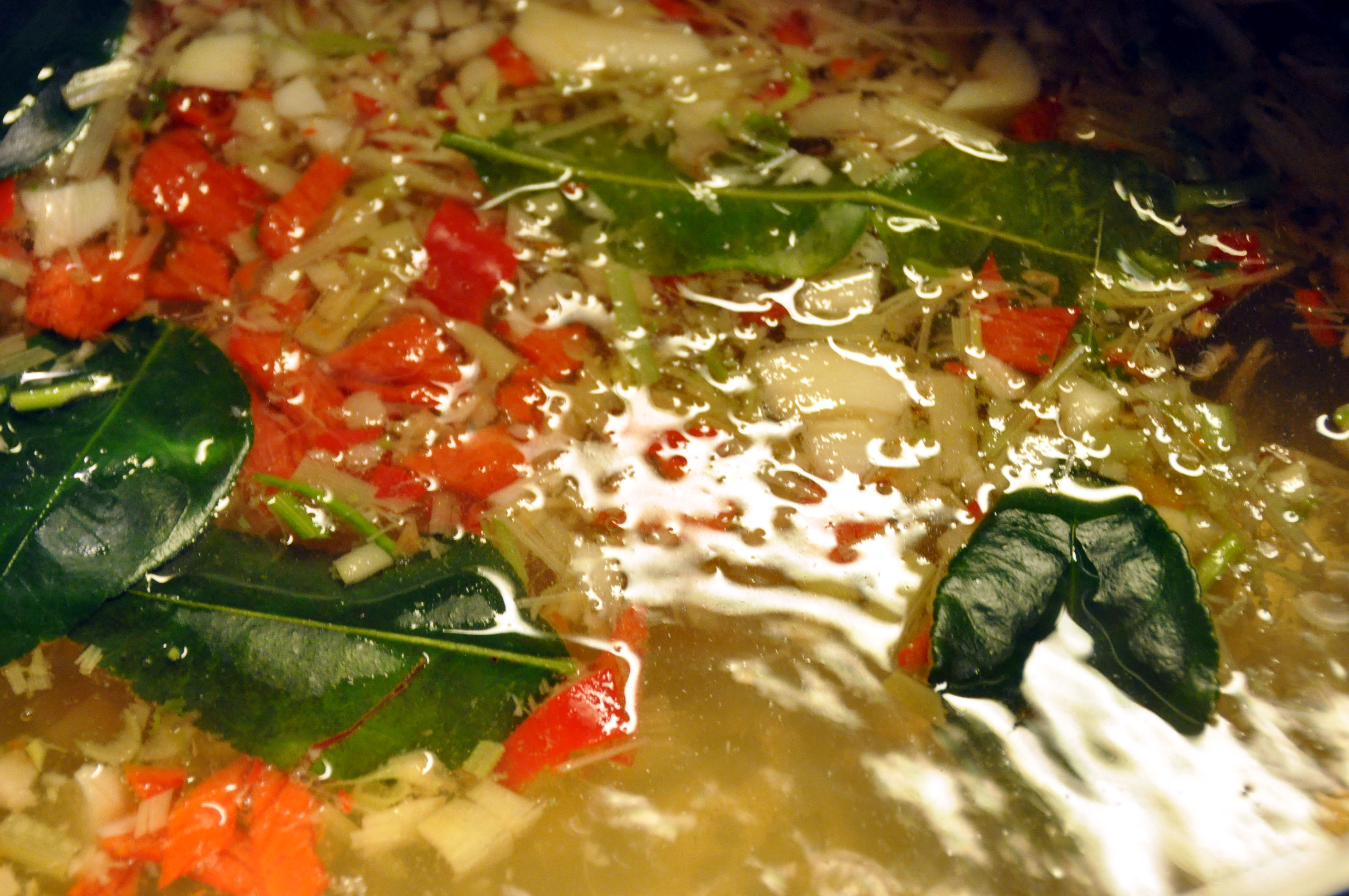
冬蔭湯上的馬蜂橙葉
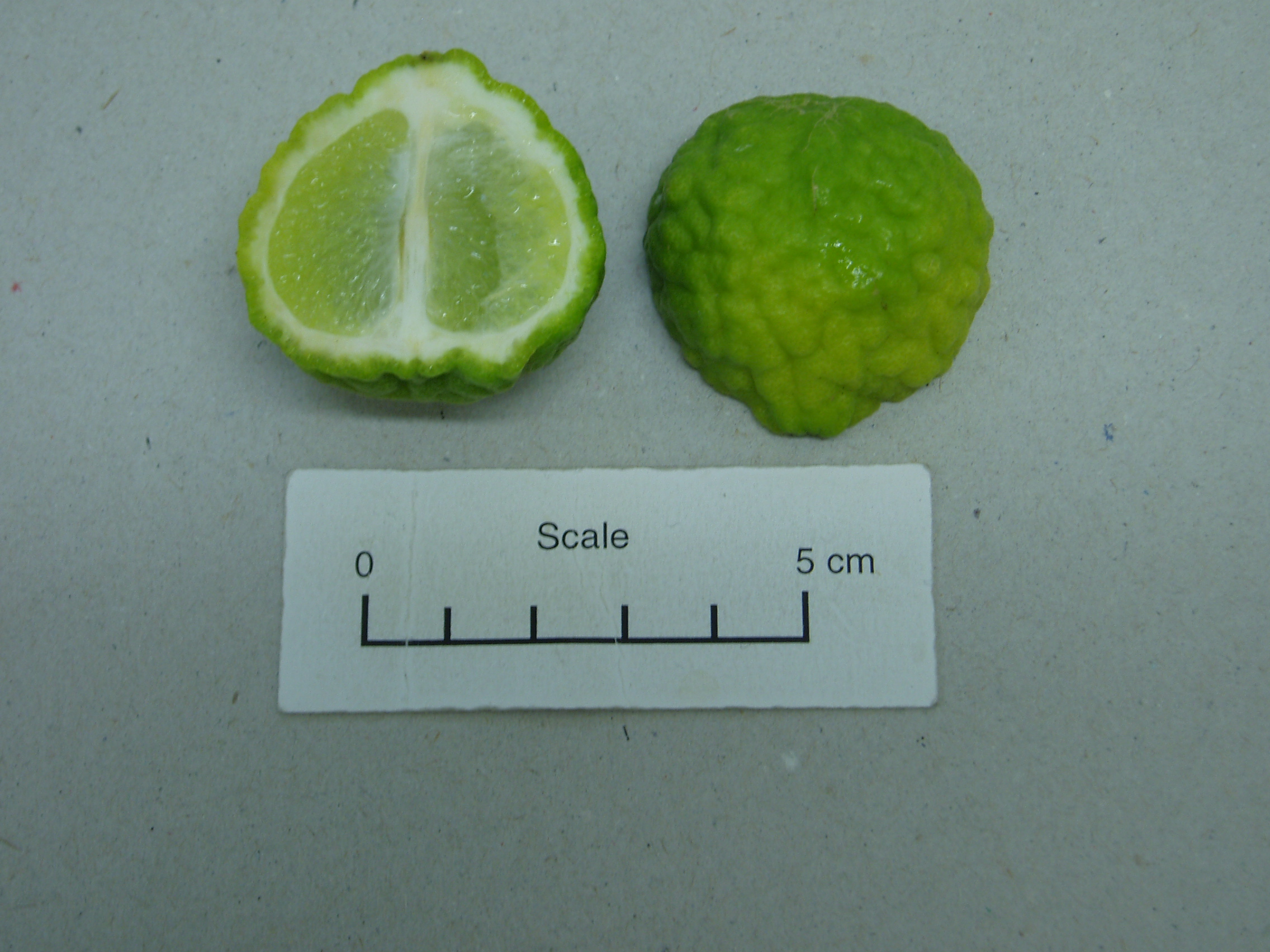
果實的直切面
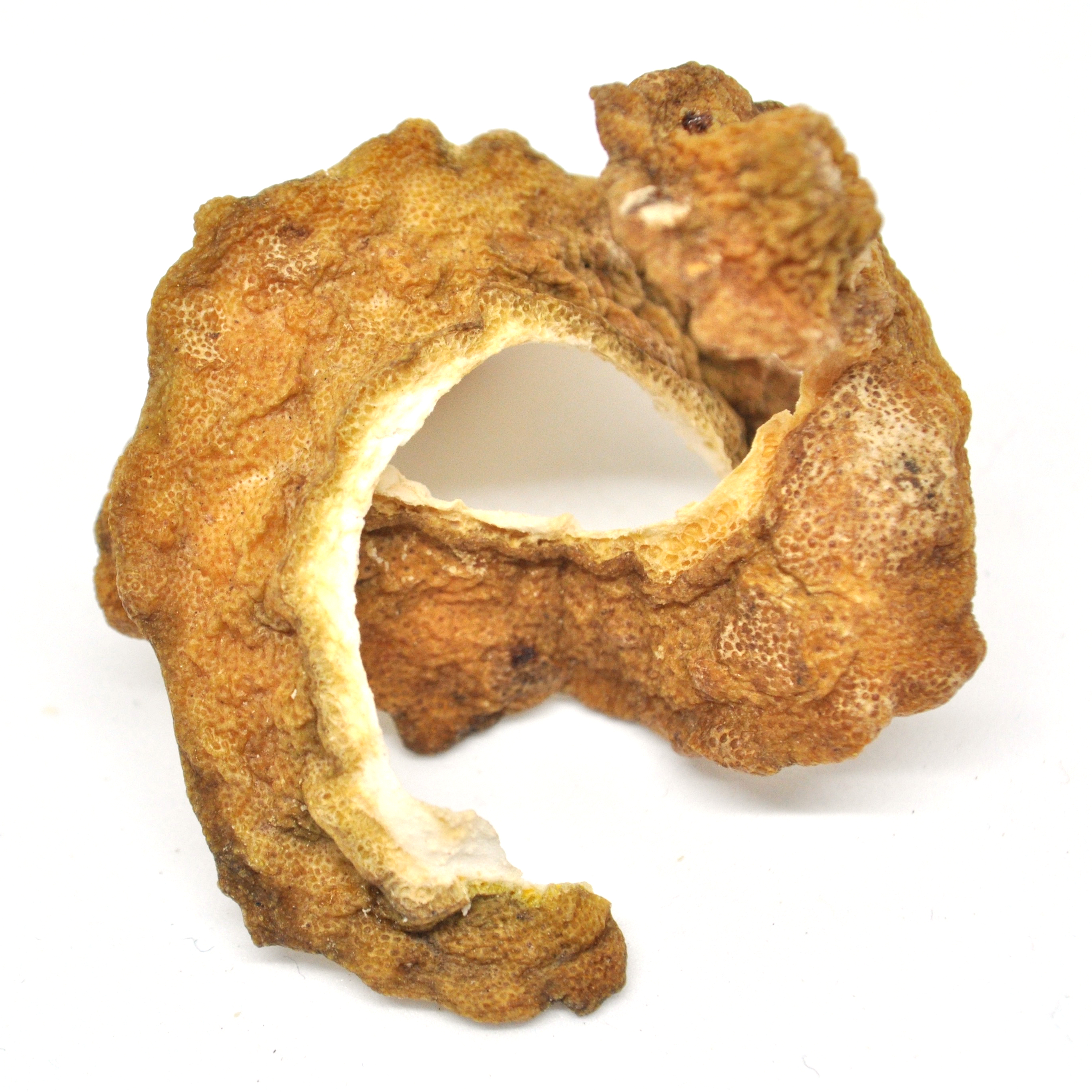
果皮乾
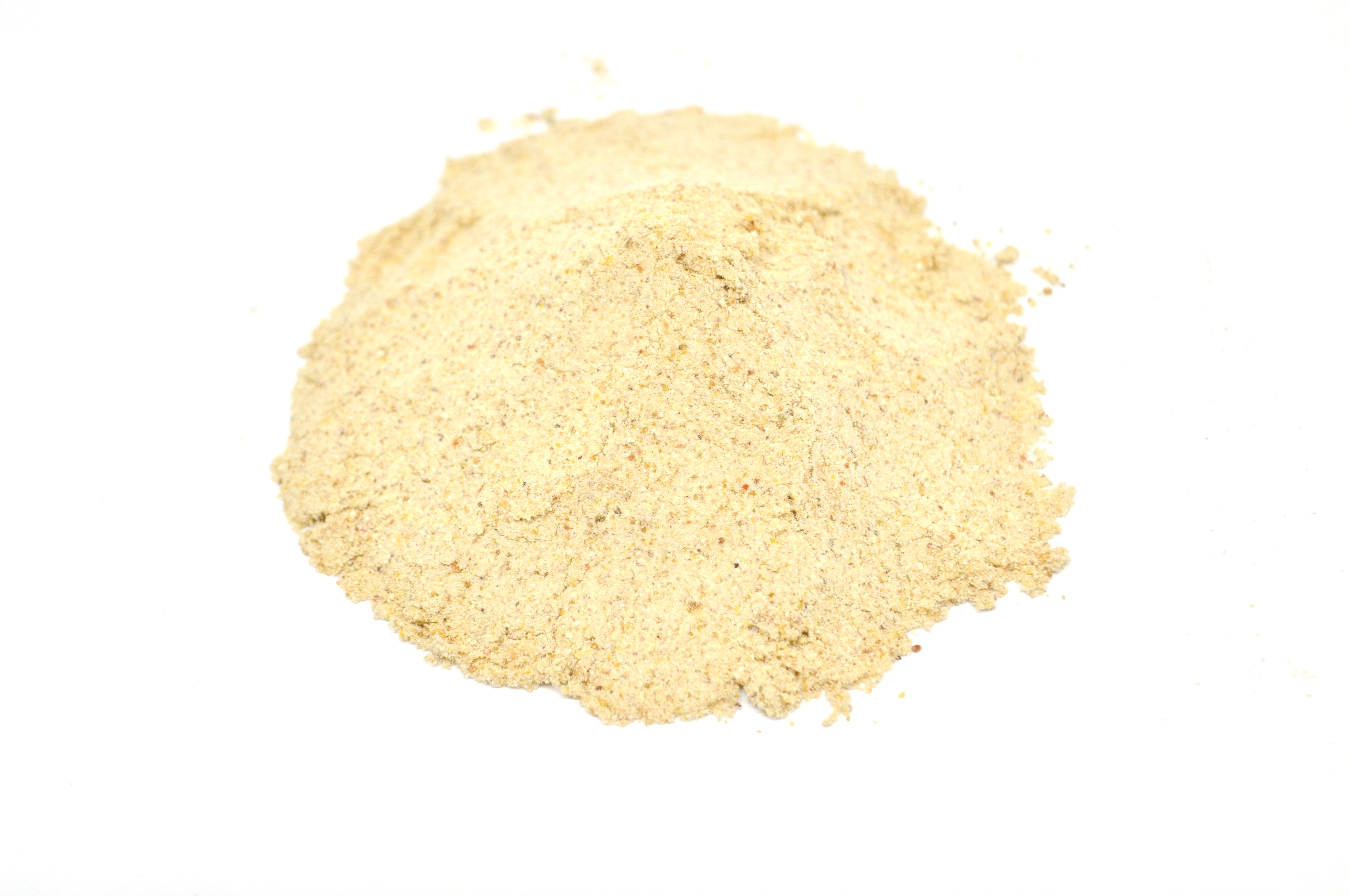
用於馬爾加什菜的果皮粉
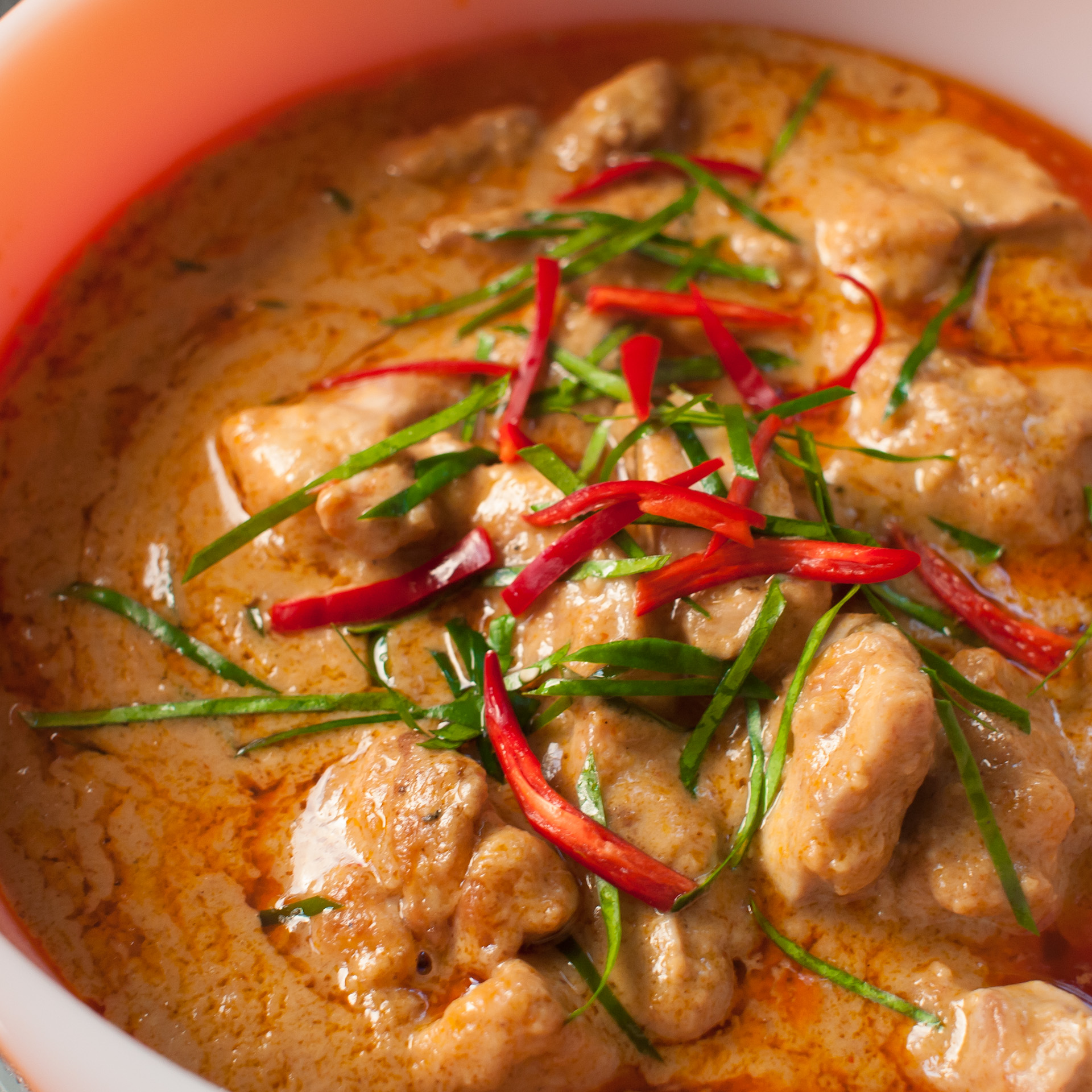
泰國紅咖哩上的馬蜂橙葉條
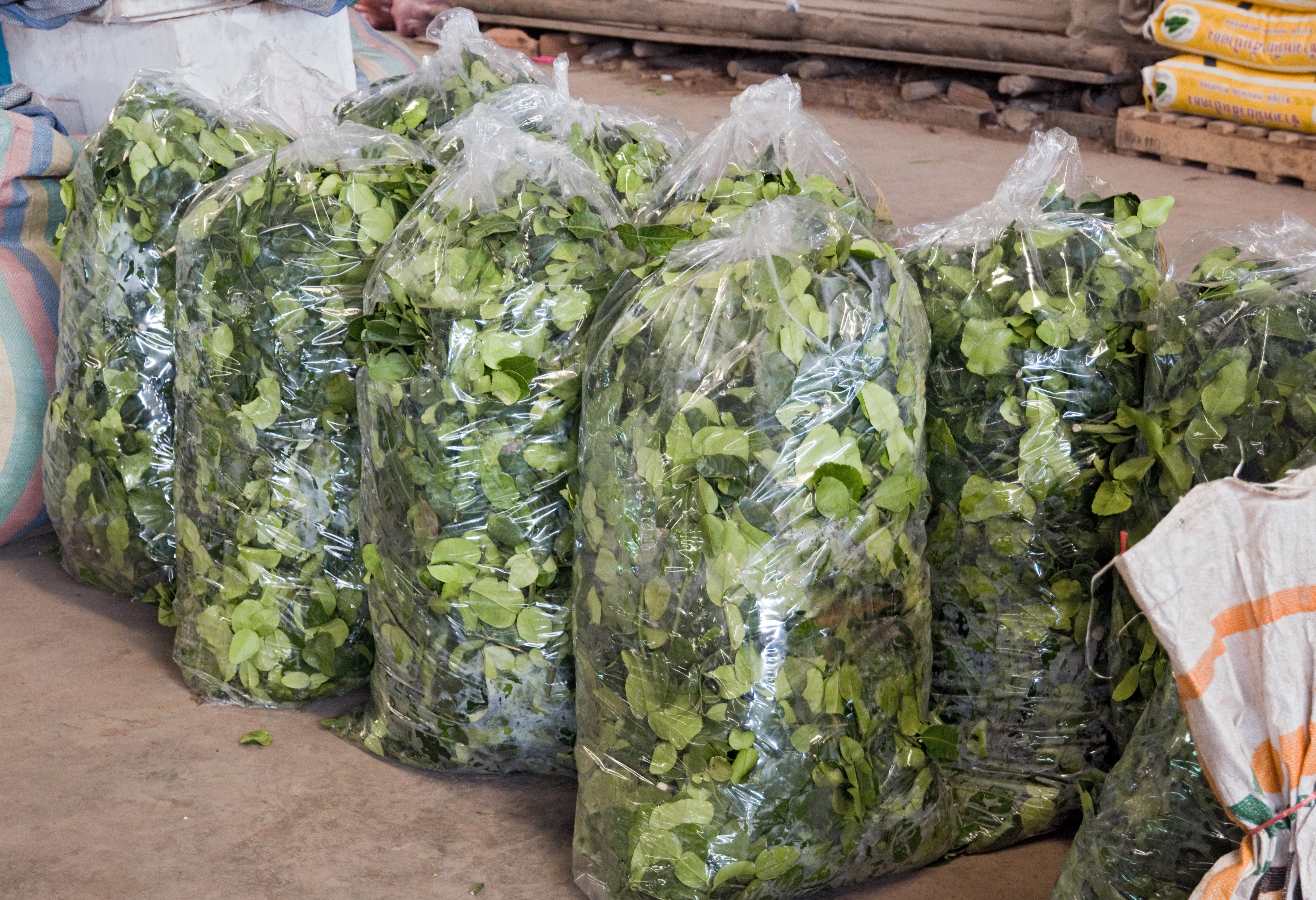
柬埔寨馬德望 Phou Puy 蔬菜批發市場上販賣的大包馬蜂橙葉（攝於2022年8月）

## 成分

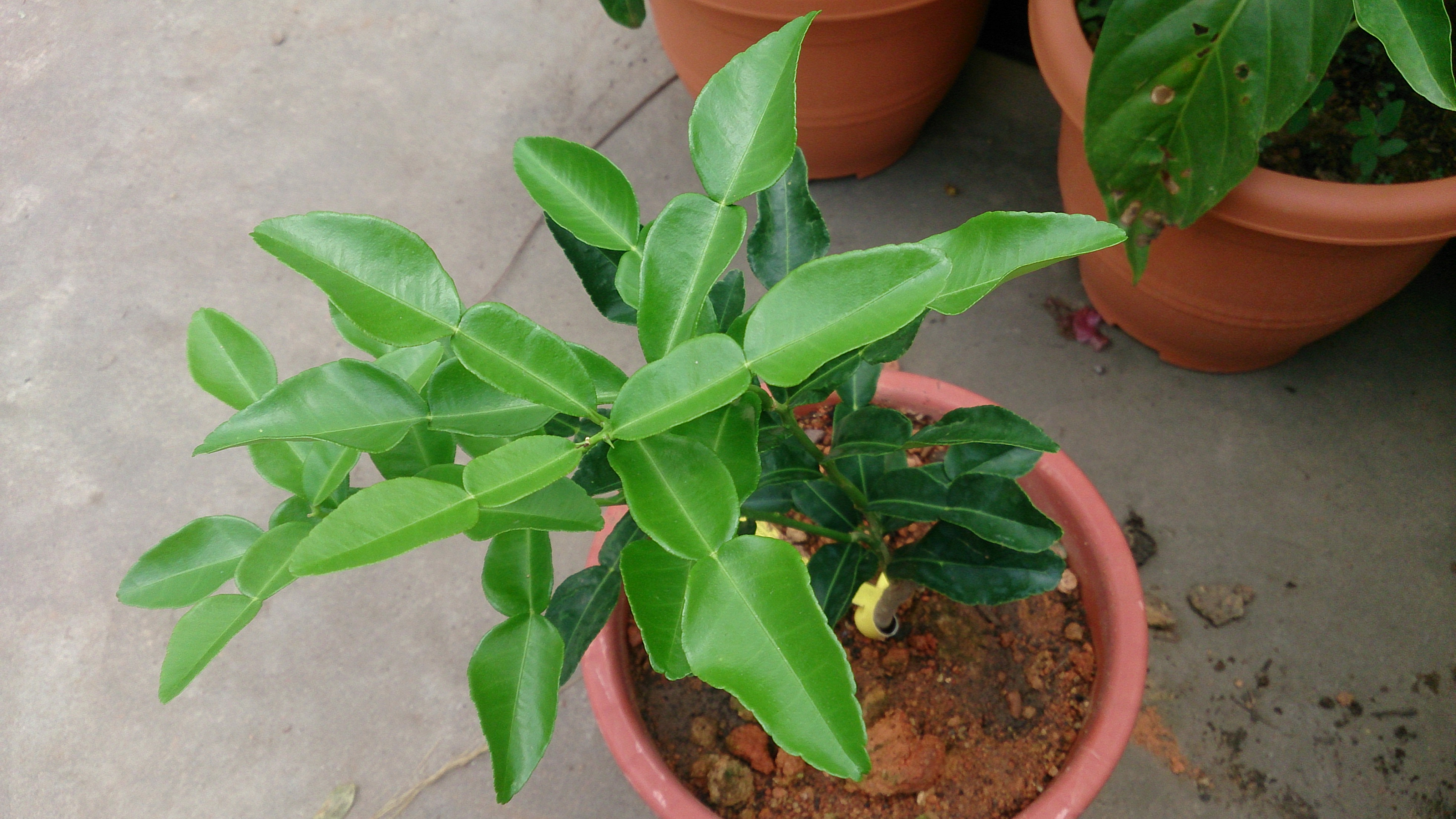
馬蜂橙盆栽

為馬蜂橙產生獨特香氣的化合物已被鑑定為 (–)-(S)-香茅醛，在葉油中的含量高達 80%； 次要成分包括香茅醇（10%）、橙花醇和檸檬烯。
從立體化學的角度來看，馬蜂橙葉的特別之處是，它僅含有香茅醛的 (S) 立體異構體，而其對映體 (+)-(R)-香茅醛則存在於檸檬香脂和香茅（香茅醛只是香茅精油中的微量成分）。
馬蜂橙果皮含有與青檸果皮油相當的精油； 主要成分為檸檬烯和 β-蒎烯。

## 毒性
馬蜂橙果皮和果肉中都含有大量的呋喃香豆素。呋喃香豆素已知會引起植物日光性皮炎，一種潛在的嚴重皮膚炎症。 已有因外用馬蜂橙誘發植物日光性皮炎的病例報導。